# Starrcade (2019)
Starrcade (2019) est une manifestation de catch (lutte professionnelle) produite par la World Wrestling Entertainment (WWE), une fédération de catch américaine, qui est télédiffusée, visible en paiement à la séance, sur le WWE Network. L'évènement se déroulera 1 décembre 2019 à l'Infinite Energy Arena à Duluth, dans l'état de Géorgie.

## Contexte
Les évènements de la World Wrestling Entertainment (WWE) sont constitués de matchs aux résultats prédéterminés par les scénaristes de la WWE. Ces rencontres sont justifiées par des storylines - une rivalité avec un catcheur, la plupart du temps - ou par des disqualifications survenues dans les shows de la WWE telles que Raw, SmackDown, 205 Live et NXT. Tous les catcheurs possèdent un gimmick, c'est-à-dire qu'ils incarnent un personnage gentil (face) ou méchant (heel), qui évolue au fil des rencontres. Un évènement comme WWE Starrcade est donc pour les différents storylines en cours,.

## Tableau des matchs
| Ordre par numéros                                                                         | Résultat | Stipulation(s)                                                        | Temps |
| ----------------------------------------------------------------------------------------- | --- | --------------------------------------------------------------------- | ----- |
| 1                                                                                         | Seth Rollins bat Erick Rowan | Match simple                                                          | 12:46 |
| 2                                                                                         | Shinsuke Nakamura (c) (avec Sami Zayn) bat The Miz                                                                                                  | match pour le WWE Intercontinental Championship                       | 15:46 |
| 3                                                                                         | The Street Profits (Angelo Dawkins & Montez Ford) (avec Ric Flair) battent The O.C. (Luke Gallows et Karl Anderson)                                 | Tag team match                                                        | 10:06 |
| 4                                                                                         | The Kabuki Warriors (Asuka et Kairi Sane) (c) battent Becky Lynch et Charlotte Flair contre Alexa Bliss et Nikki Cross contre Bayley et Sasha Banks | Fatal 4-Way Tag Team Match pour les WWE Women's Tag Team Championship | 13:30 |
| 5                                                                                         | Bobby Lashley (avec Lana) bat Rusev par forfait | Last Man Standing Match                                               | -     |
| 6                                                                                         | Bobby Lashley (avec Lana) bat Kevin Owens par disqualification                                                                                      | Match simple                                                          | 14:16 |
| 7                                                                                         | Aleister Black bat Andrade (avec Zelina Vega) | Match simple                                                          | 9:34  |
| 8                                                                                         | Ricochet bat Andrade (avec Zelina vega) | Match simple                                                          | 6:33  |
| 9                                                                                         | Randy Orton bat AJ Styles | Match simple                                                          | 20:58 |
| 10                                                                                        | Roman Reigns bat King Corbin | Match simple                                                          | 11:23 |
| 11                                                                                        | "The Fiend" Bray Wyatt (c) bat Braun Strowman | Steel Cage match pour le WWE Universal Championship                   | 10:32 |
| La lettre C placée entre parenthèses désigne la personne ou l’équipe championne en titre. | |                                                                       |       |

### Articles annexes
- Liste des pay-per-views de la WWE